# Colorer
Colorer — бібліотека підсвічування синтаксису початкового програмного коду в текстовому редакторі.
Підтримує підсвічування тексту великої кількості мов програмування. Окрім виконання основної функції (підсвічування тексту), може відображати список функцій, які оголошені в тексті програми, і здійснювати швидкий перехід по тексту до цих функцій. Також дозволяє шукати і будувати списки функцій і структур. Автор бібліотеки - Ігор Русських.
Colorer написаний на C++, що дозволяє використовувати його на будь-якій платформі (UNIX/win32/mac).
Для зберігання правил підсвічування використовується власний XML-формат HRC (Highlighting Resource Codes).
Існують плагіни на підтримку бібліотеки в програмах Eclipse (EclipseColorer v.0.9.5.), FAR Manager, Midnight Commander і інших. В деякі редактори Colorer вбудований за замовчуванням (наприклад в Bred).